# Saint-Agnet
Saint-Agnet (gaskonsko Sent Anhet) je naselje in občina v francoskem departmaju Landes regije Akvitanije. Naselje je leta 2009 imelo 189 prebivalcev.

## Geografija
Kraj leži v pokrajini Gaskonji ob reki Broussau, 39 km jugovzhodno od Mont-de-Marsana in 39 km severno od Pauja.

## Uprava
Občina Saint-Agnet skupaj s sosednjimi občinami Aire-sur-l'Adour, Bahus-Soubiran, Buanes, Classun, Duhort-Bachen, Eugénie-les-Bains, Renung, Latrille, Saint-Loubouer, Sarron in Vielle-Tursan sestavlja kanton Aire-sur-l'Adour s sedežem v Airu. Kanton je sestavni del okrožja Mont-de-Marsan.

## Zanimivosti
- cerkev sv. Ane;